# Pollentia
La cité romaine de Pollentia est le plus important site archéologique de l'île de Majorque (Baléares, Espagne), de l'époque romaine et le seul visitable de l'île. Il est situé dans la ville d'Alcúdia, bien que son nom suggère la ville de Pollença.

## Histoire
Pollentia a été fondée sous la République romaine en 123 av. J.-C. par le consul romain Quintus Caecilius Metellus, installé dans la ville, pour en faire la capitale romaine des Îles Baléares. Pomponius Mela la cite comme colonie romaine avec Palma. Le site archéologique et les fouilles effectuées encore actives, ont permis d'étudier l'évolution de la ville, documentée largement par les études réalisées. La vie historique de la colonie romaine est connue et couvre les années 70/80 av. J.-C. jusqu'au VIe siècle, moment de la décadence du site et de sa conversion en nécropole. La ville romaine possèdait deux ports ; l'un au nord était situé dans la baie de Pollentia et l'autre, le plus grand des deux, était situé au sud de la ville, le long du port actuel d'Alcúdia. Ces deux ports connaissaient une activité commerciale importante.
Pollentia était le prototype de la cité de province. À l'époque d'Auguste, la cité reçut une forte impulsion d'urbanisme et réalisa des travaux dans divers édifices, l'étendant sur une aire de plus de seize hectares. La cité avait un forum central, un quartier résidentiel, un théâtre à l'extérieur, et plusieurs cimetières à sa périphérie.
Le site a été découvert au XVIIe siècle, à travers des pièces de monnaie et d'autres découvertes. Depuis lors, quoique avec une certaine irrégularité, des travaux ont été effectués lors de campagnes de fouilles. En 1923 commencèrent des travaux rigoureux et systématiques de fouilles grâce au mécénat de la Fundación Hispanoamericana Bryant, avec les archéologues Lluís Amorós, Martí Almagro et Antoni Arribas. D'autres personnes ont fait des recherches autour de Pollentia, tels que Miquel Tarradell, Daniel Woods, N. Doenges, Glòria Trias, M. Rocas et R. Ulrich. Le théâtre romain a été examiné. Les fouilles se sont déplacées vers le nord, dans le domaine de Sa Portella.

## Fouilles actuelles

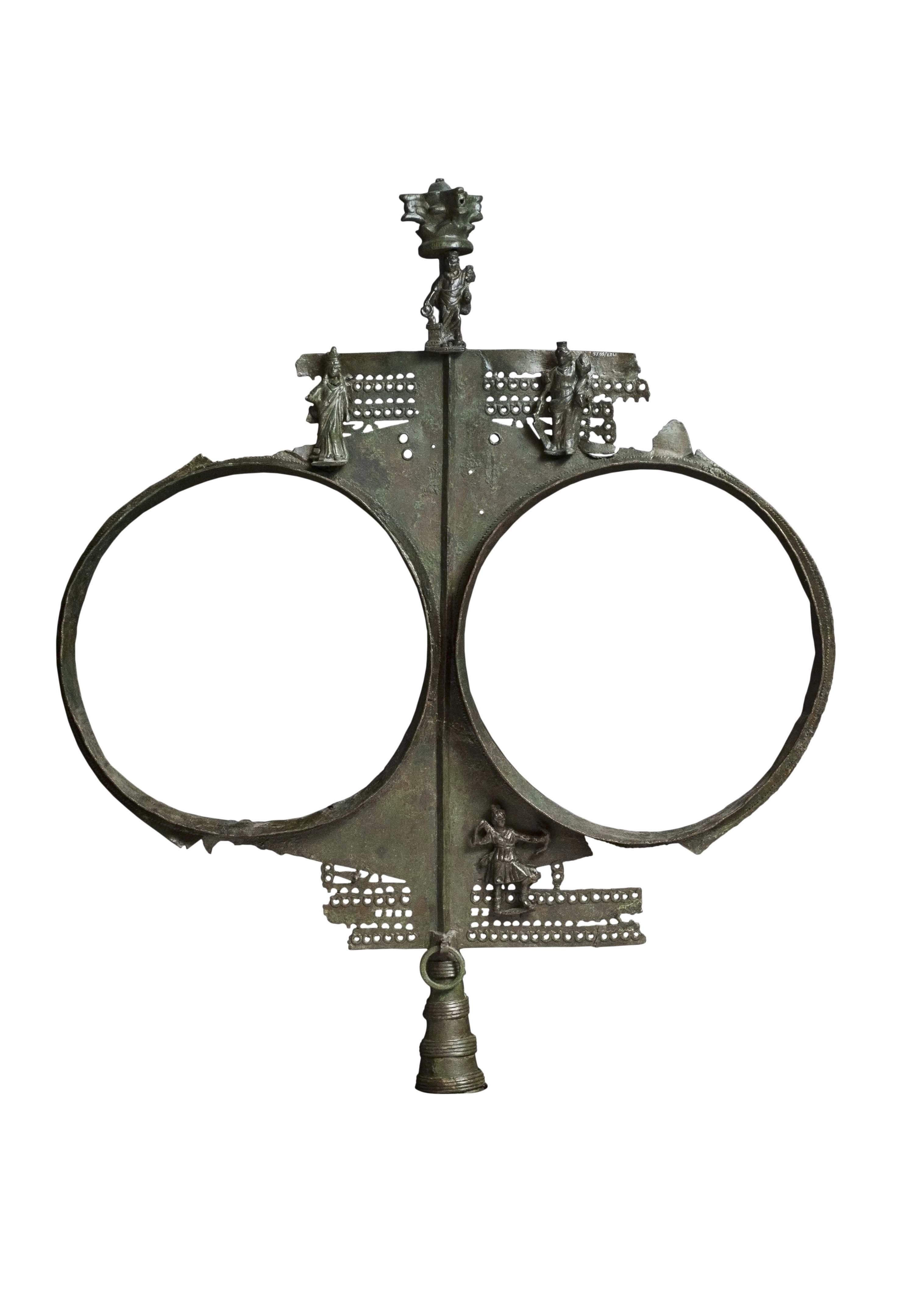
Un étendard du II ou III trouvé à Pollentia en 1926 (M.A.N., Madrid).

Chaque été est réalisé un cours d'archéologie dirigé par des étudiants auquel collaborent les universités de Grenade, de Barcelone et de La Laguna, en plus du Conseil municipal d'Alcúdia. Les fouilles sont dirigées par Margarita Orfila, Migel Ángel Cau et par Esther Chávez. 

## Visites publiques
En arrivant au forum, l'utilisation pratique de l'espace permet la visite du site archéologique par le public sans abîmer le site.

## Vestiges archéologiques
Le site comprend aujourd'hui trois secteurs de fouilles :
- les vestiges de l'atrium de trois domus, dont la mieux conservée est celle de la maison des deux trésors avec sa façade à arcades donnant sur la rue. La deuxième domus est la maison de la tête bronze car cette dernière possède une petite tête de bronze représentant une jeune fille. La dernière domus est la maison du nord-est qui conserve un tronçon de la muraille du IIIe siècle.
- le forum romain où se trouvent les vestiges du capitole et d'une tabernae. Le secteur est toujours en cours de fouille.
- le théâtre romain datant du Ier siècle où d'observe les vestiges d'une cavea, creusée dans la roche, et la scène avec un plan rectangulaire. Durant l'Antiquité tardive, cette partie de la ville est utilisée comme nécropole.